# 北漢山
北漢山（韓語：북한산）位於韩国首爾特別市道峰區、城北區、江北區、西大門區、恩平區，以及京畿道高陽市和楊州市。北漢山共有三大主峰，分別有836米的白云台、810米的仁寿峰、以及799米的萬景臺。北漢山的韓文字面意思是「汉江以北的山」，标志着北漢山作為首尔最北端的边界。
北漢山是首尔市内最高的山峰。市内除北汉山外，还有道峰山、六岳山等七座海拔超过600米的山峰。北漢山及北漢山國立公園以觀鳥、徒步旅行和攀岩而聞名，其中後者成立於1983年。北漢山每年吸引約500萬名徒步登山者。